# Pieter Pourbus

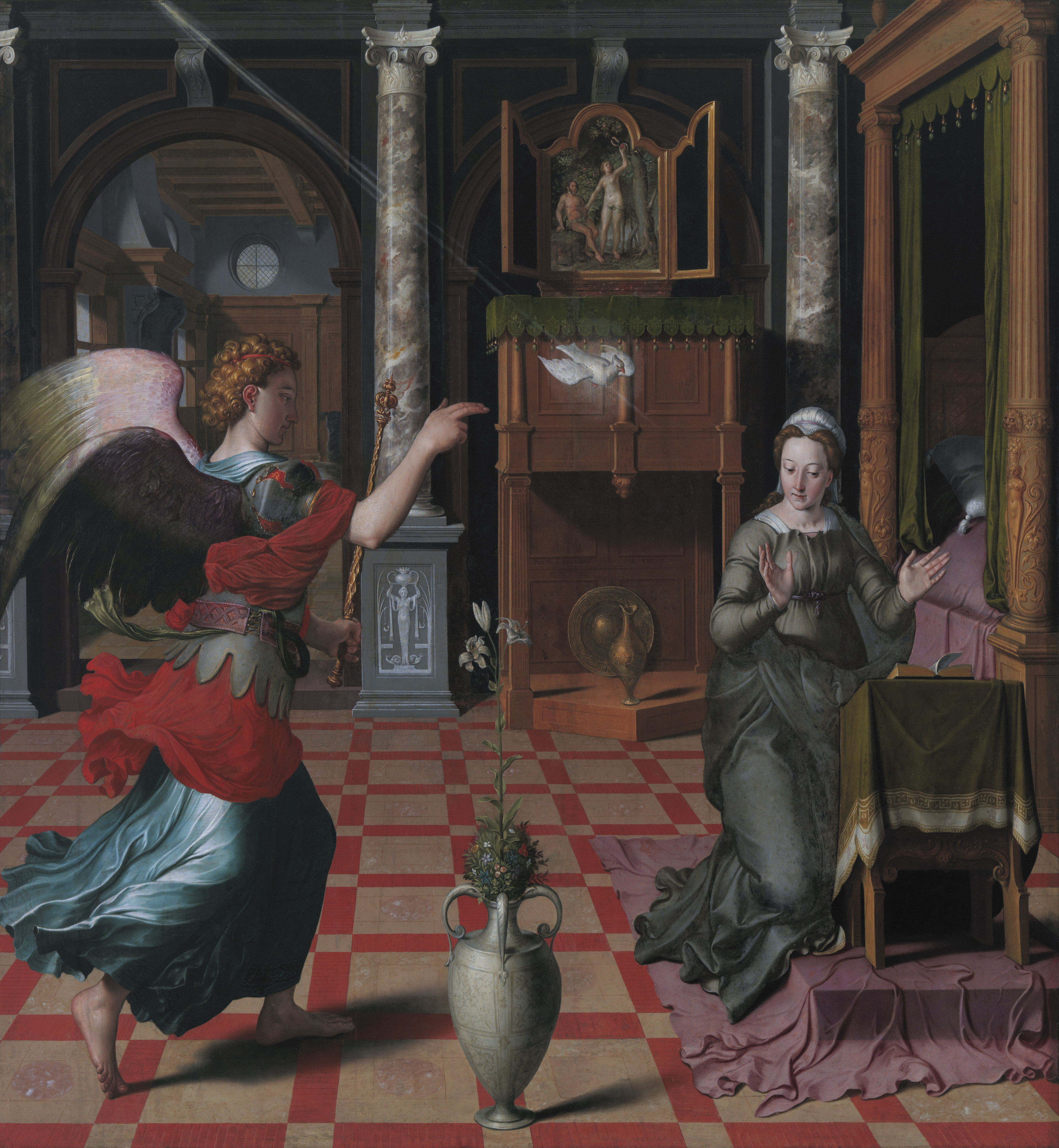
De annunciatie, 1552

Pieter Jansz. Pourbus, Poerbus of Poerbusse (Gouda, circa 1523 – Brugge, 30 januari 1584) was een Nederlands-Vlaams kunstschilder, beeldhouwer, tekenaar en cartograaf.

## Levensloop
Hij vestigde zich al op jonge leeftijd in Brugge en trouwde daar de dochter van zijn leermeester Lanceloot Blondeel. Zelf was hij de leermeester van zijn zoon Frans Pourbus de Oudere en zijn kleinzoon Frans Pourbus de Jongere.

## Werk
De werken van Pourbus en zijn leermeester Blondeel behoren tot het maniërisme. Veel van zijn werken bevinden zich in het Groeningemuseum te Brugge. Het Museum Gouda bezit enkele werken van hem, waaronder een luik met de annunciatie.
Historicus Ignatius Walvis beschrijft het schilderij met St. Hubrecht dat de schilder voor de Sint-Janskerk in Gouda vervaardigde. Het werk is na de reformatie in Delft terechtgekomen en ook door Karel van Mander beschreven. Ook in de Sint-Jakobskerk, de Onze-Lieve-Vrouwekerk en de Sint-Gilliskerk in Brugge zijn werken van hem te bezichtigen.

### Cartograaf
Hij verwierf niet alleen betekenis als schilder, maar was ook een verdienstelijk cartograaf en landmeter. Hij kreeg tijdens zijn carrière minstens 27 opdrachten om kaarten te maken. Vaak gebeurde dit in het kader van conflicten tussen territoriale entiteiten. Zo kreeg Pourbus in 1561 de opdracht van het Brugse Vrije om een geschilderde kaart te maken van het Brugse Vrije. Dit gebeurde na de beëindiging van een lang aanslepend territoriaal dispuut tussen het Brugse Vrije en Watervliet. Dit olieverfschilderij op doek mat oorspronkelijk 620 op 335 cm en werd afgeleverd in 1571.

## Afbeeldingen

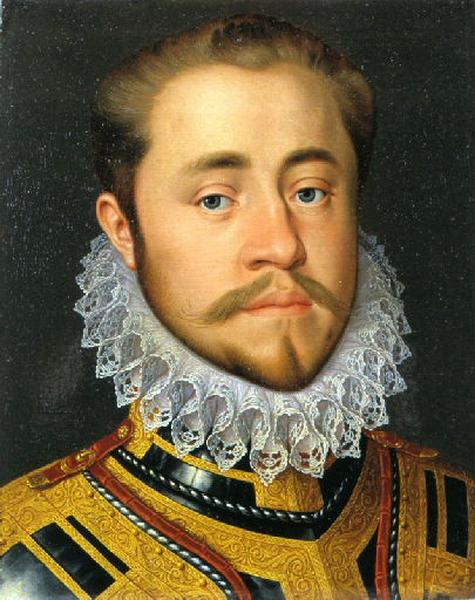
Portret van een heer in harnas, Musée de Picardie, Frankrijk
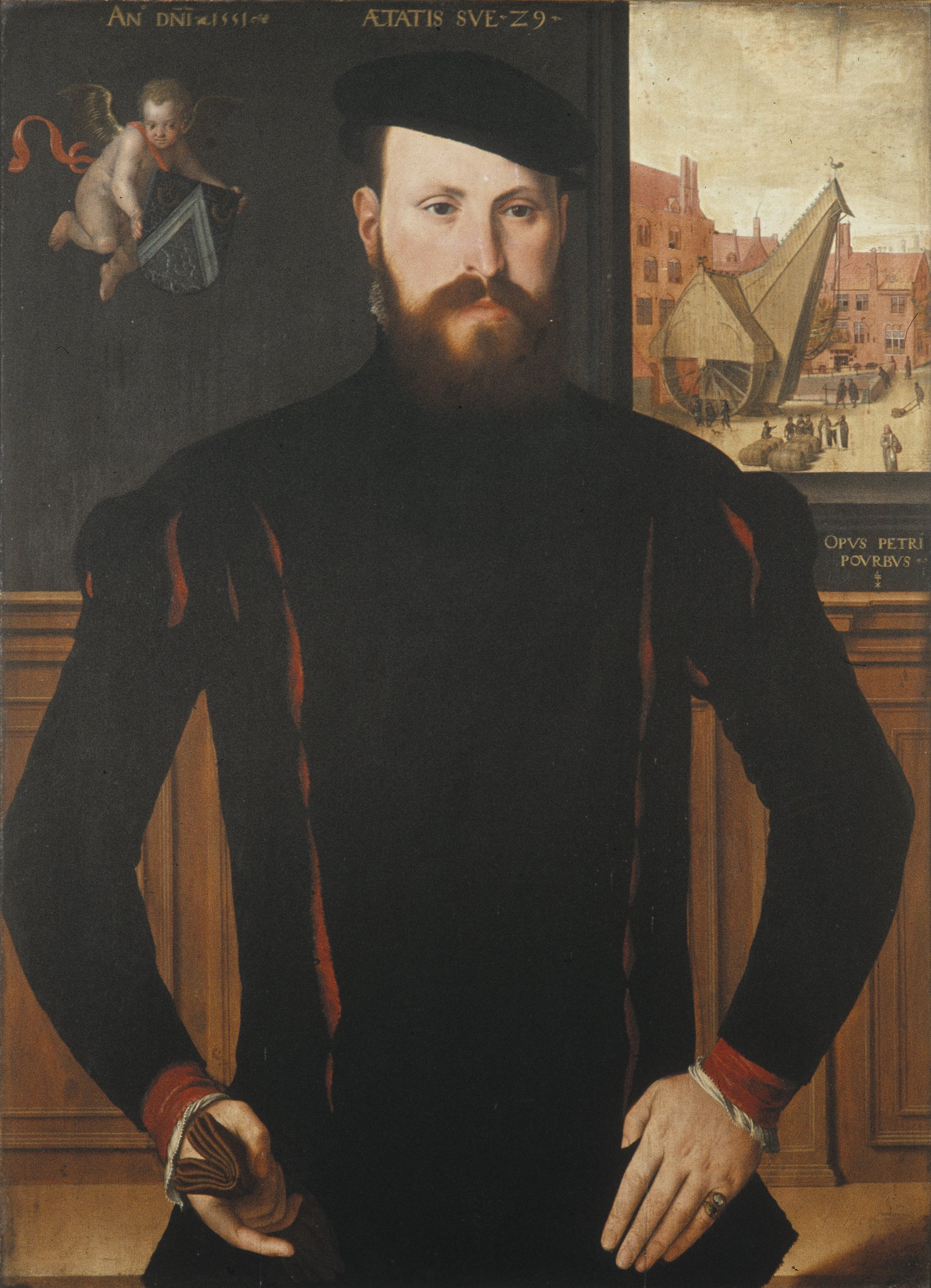
Portret van Jan van Eyewerve door Pieter Pourbus, 1551
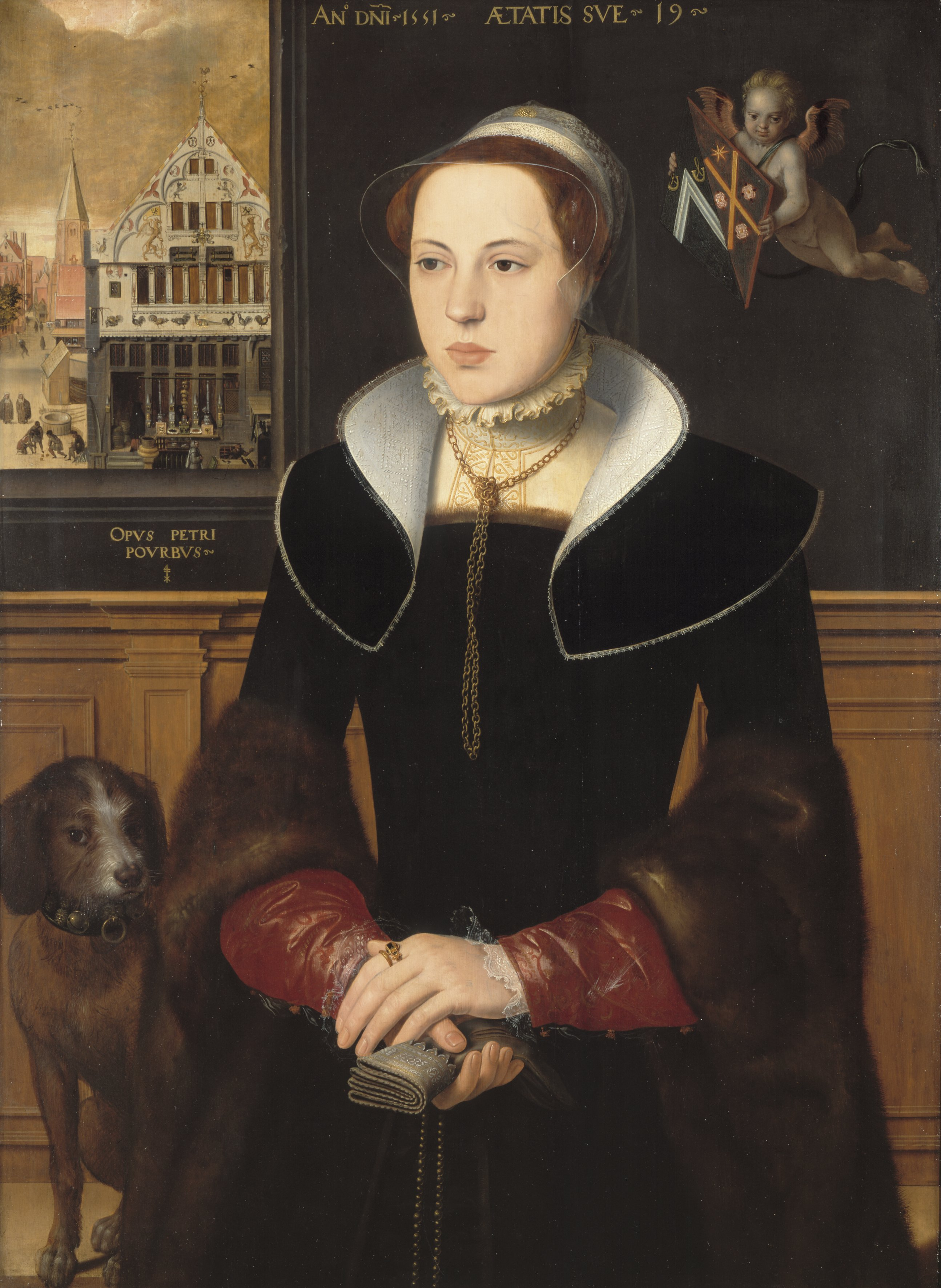
Portret van Jacquemyne Buuck, 1551
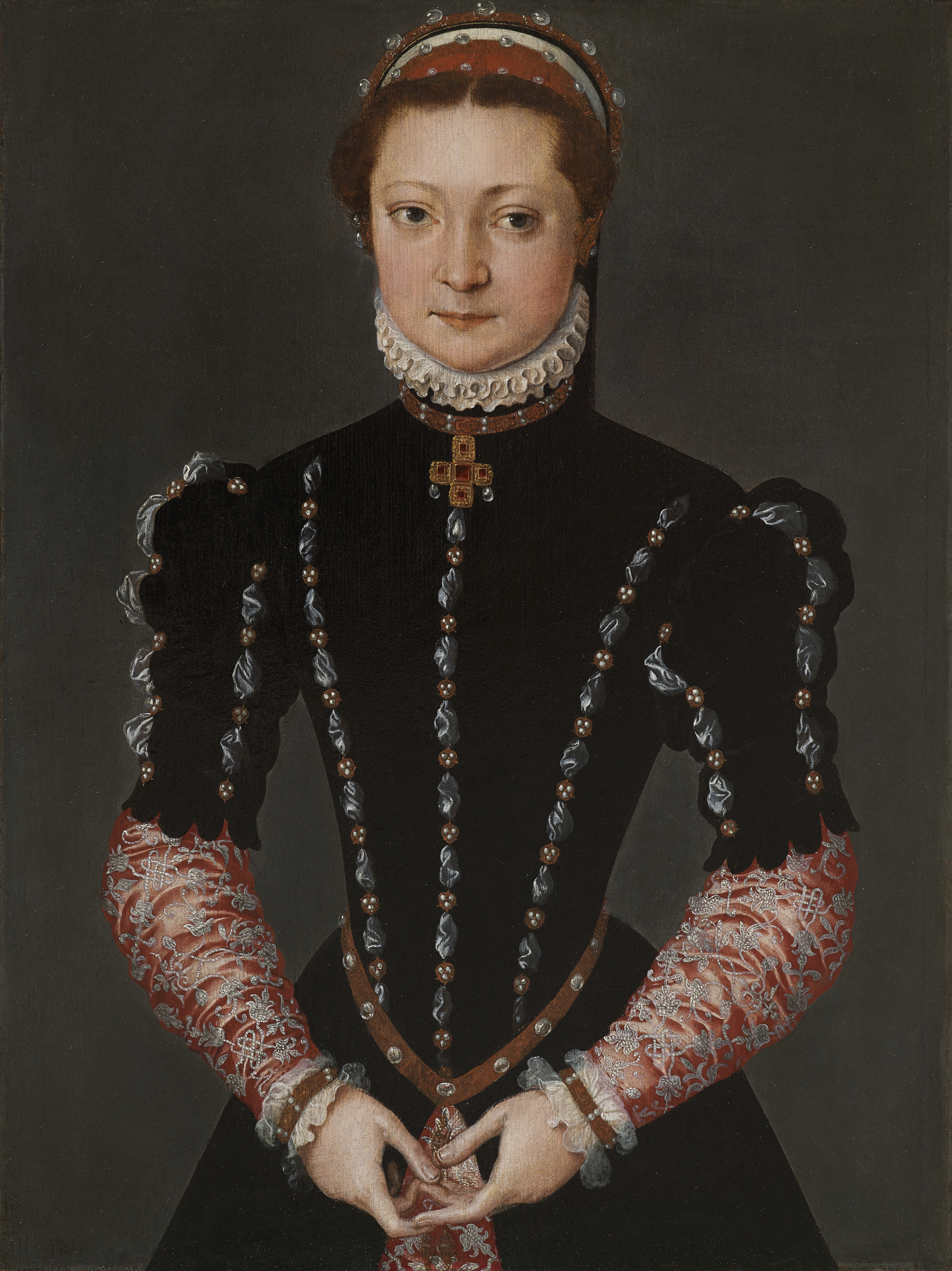
Portret van een jonge edelvrouw, ondertekend en gedateerd 1554, privécollectie
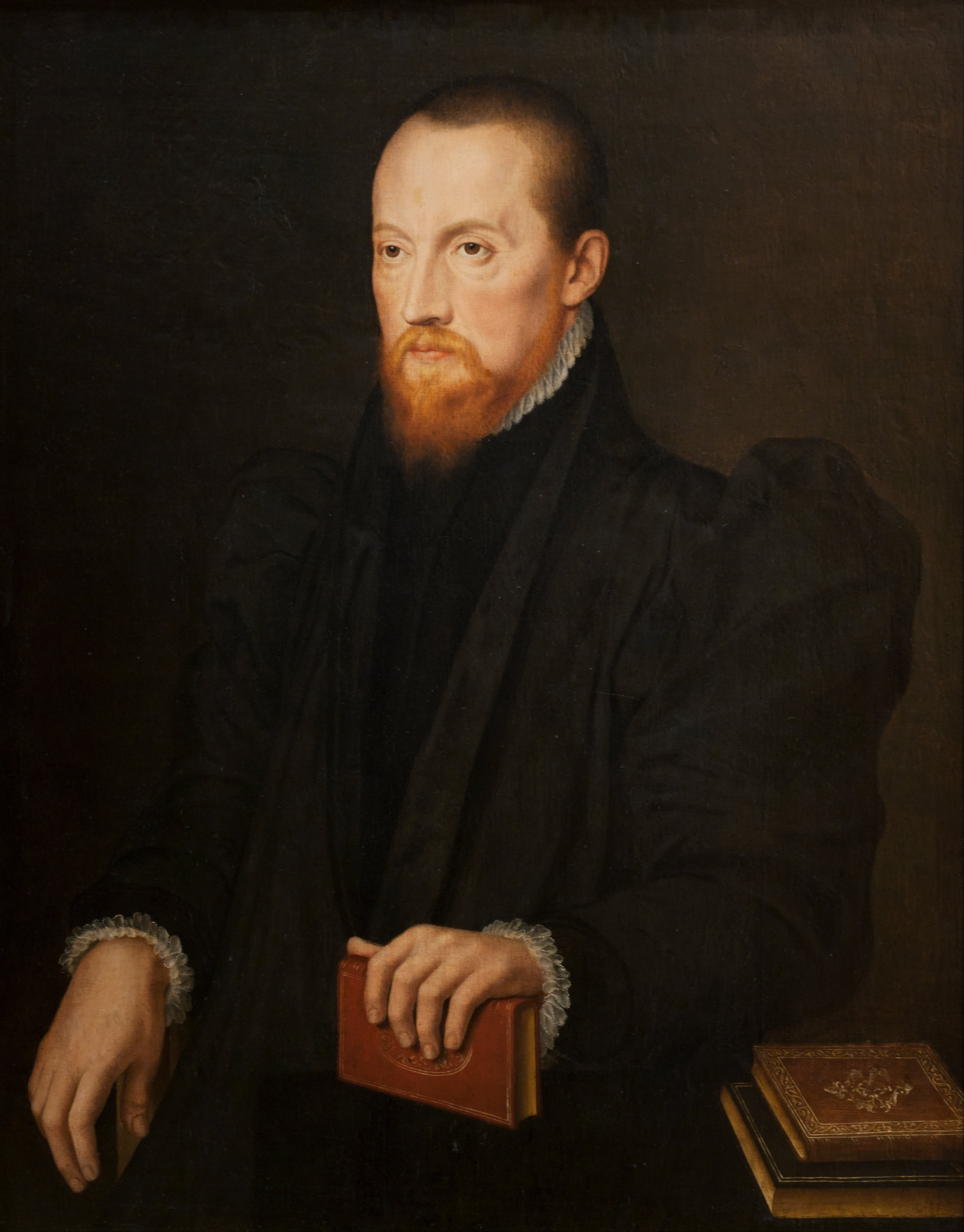
Bebaarde, roodharige man, zittend, 1555
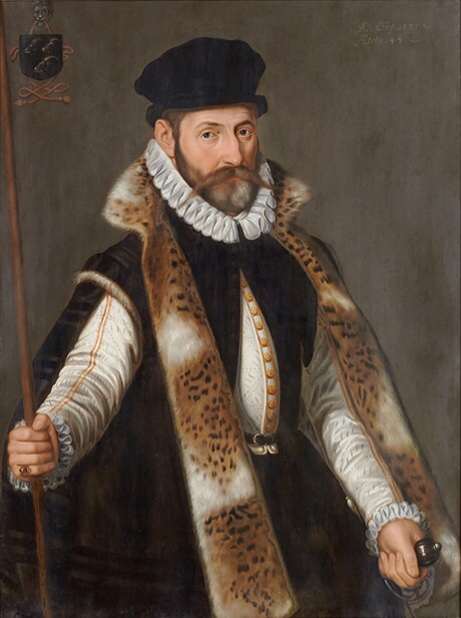
Portret van Christian van der Goes, 1574
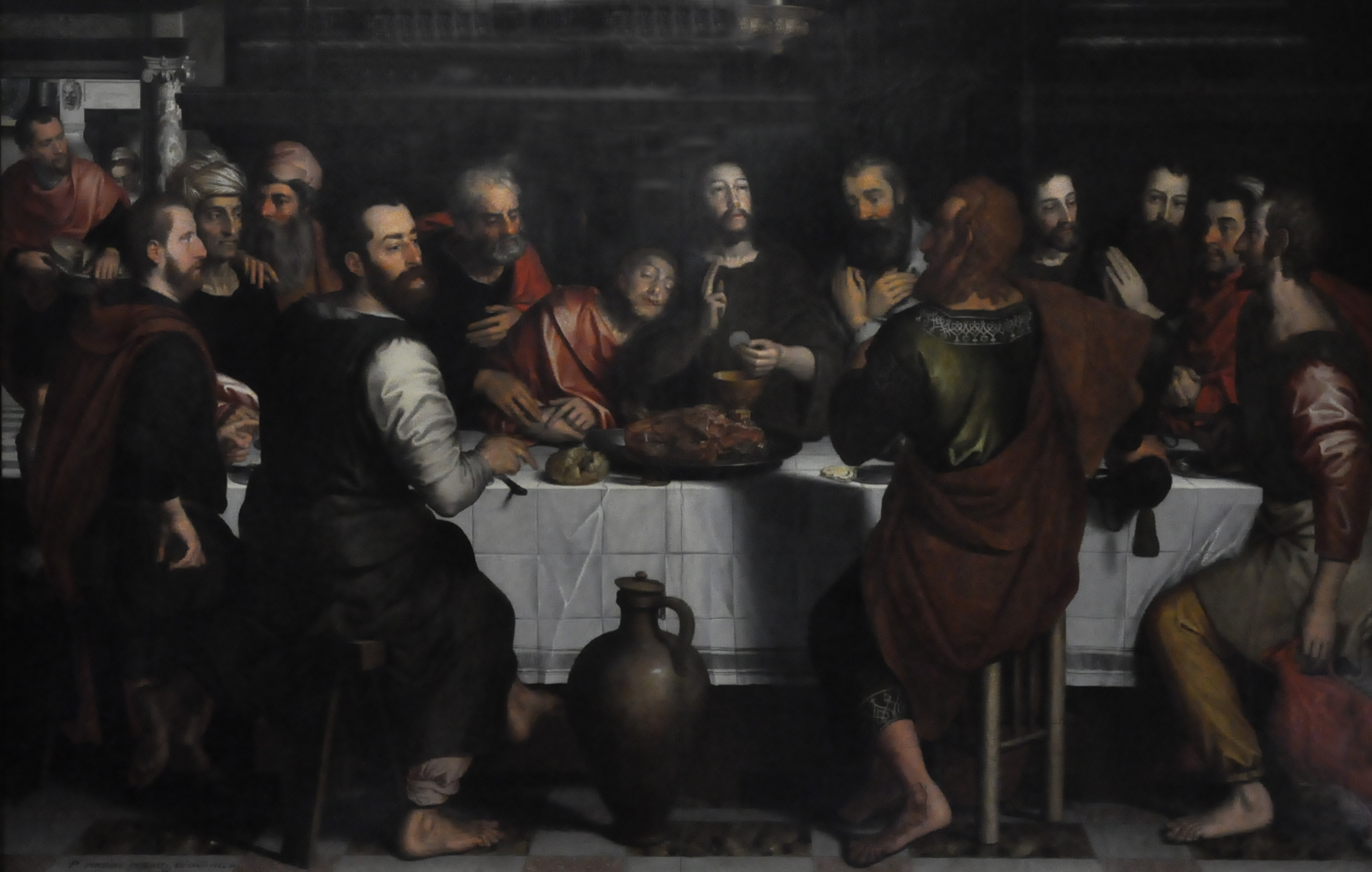
Het laatste Avondmaal, 1562, Onze-Lieve-Vrouwekerk (Brugge)
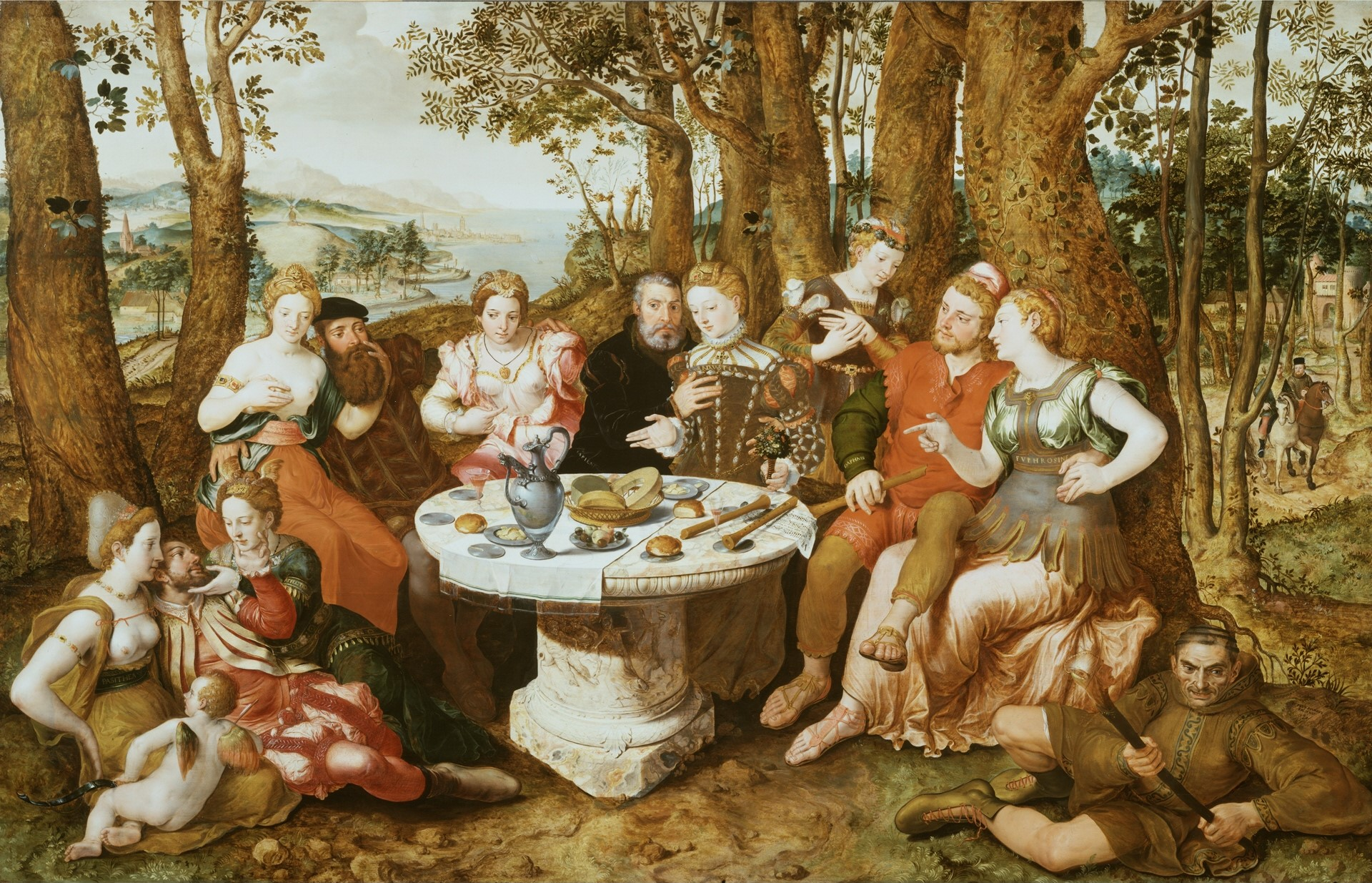
Allegorie van ware liefde, c.1547, Wallace Collection
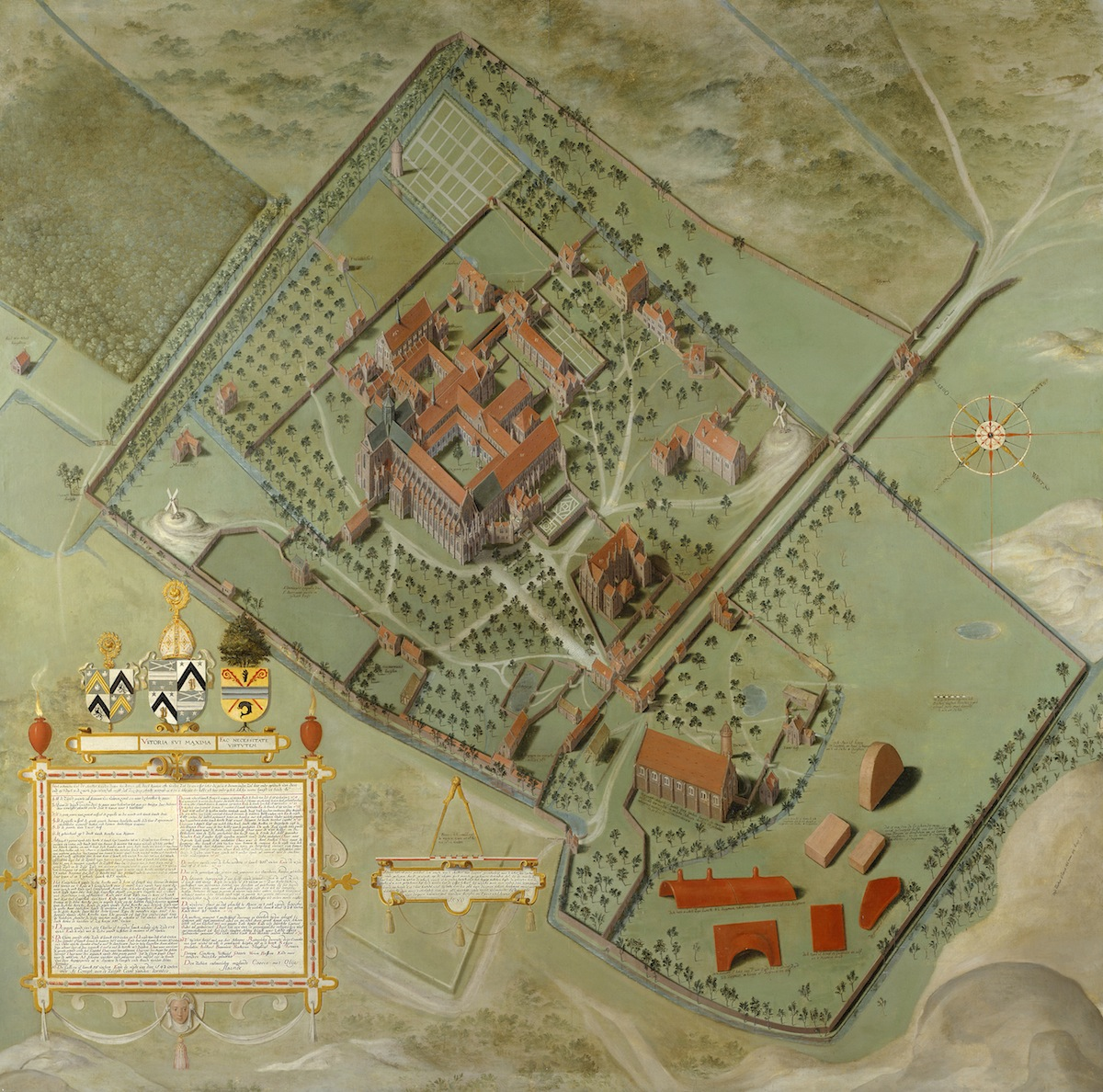
Plan van de Duinenabdij in Koksijde, 1580

## Werken van Pourbus

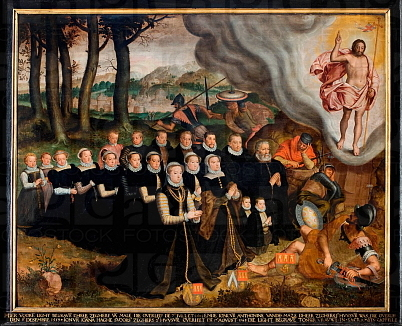
Epitaafschilderij voor Zeghere van Male en zijn gezin (1578), door Pieter Pourbus de Oude (Sint-Jakobskerk, Brugge)

- 1545: De Zeven Blijdschappen van Maria (Doornik, kathedraal Notre-Dame)
- 1551: Het Laatste Oordeel (Brugge, Groeningemuseum)
- 1552: Luik met Annunciatie (Gouda, Museum Gouda)
- 1556: Confrerie van het Heilig Bloed (2 luiken), Brugge (Museum van de Edele Confrerie van het Heilig Bloed)
- 1556: Van Belle-triptiek (Brugge, St.-Jacobskerk)
- 1559: Triptiek van Sacraments-broederschap van de Sint-Salvatorskerk
- 1561-1571: Heraldische kaart van het Brugse Vrije
- 1562: Het Laatste Avondmaal
- 1564: Veelluik van de abdij van Hemelsdaele (Brugge, St. Gilliskerk)
- 1570: Triptiek met de Kruisafneming
- voor 1572: Doop van de Heilige Eustachius
- 1571: Fragment van de Grote Kaart van het Brugse Vrije (Brugge, Stadsarchief)
- 1574: Damhouder-triptiek (Brugge, Onze-Lieve-Vrouwekerk)
- 1578: Epitaafschilderij van Zeghere van Male
- 1580: Plan van de Duinenabdij

Portretten

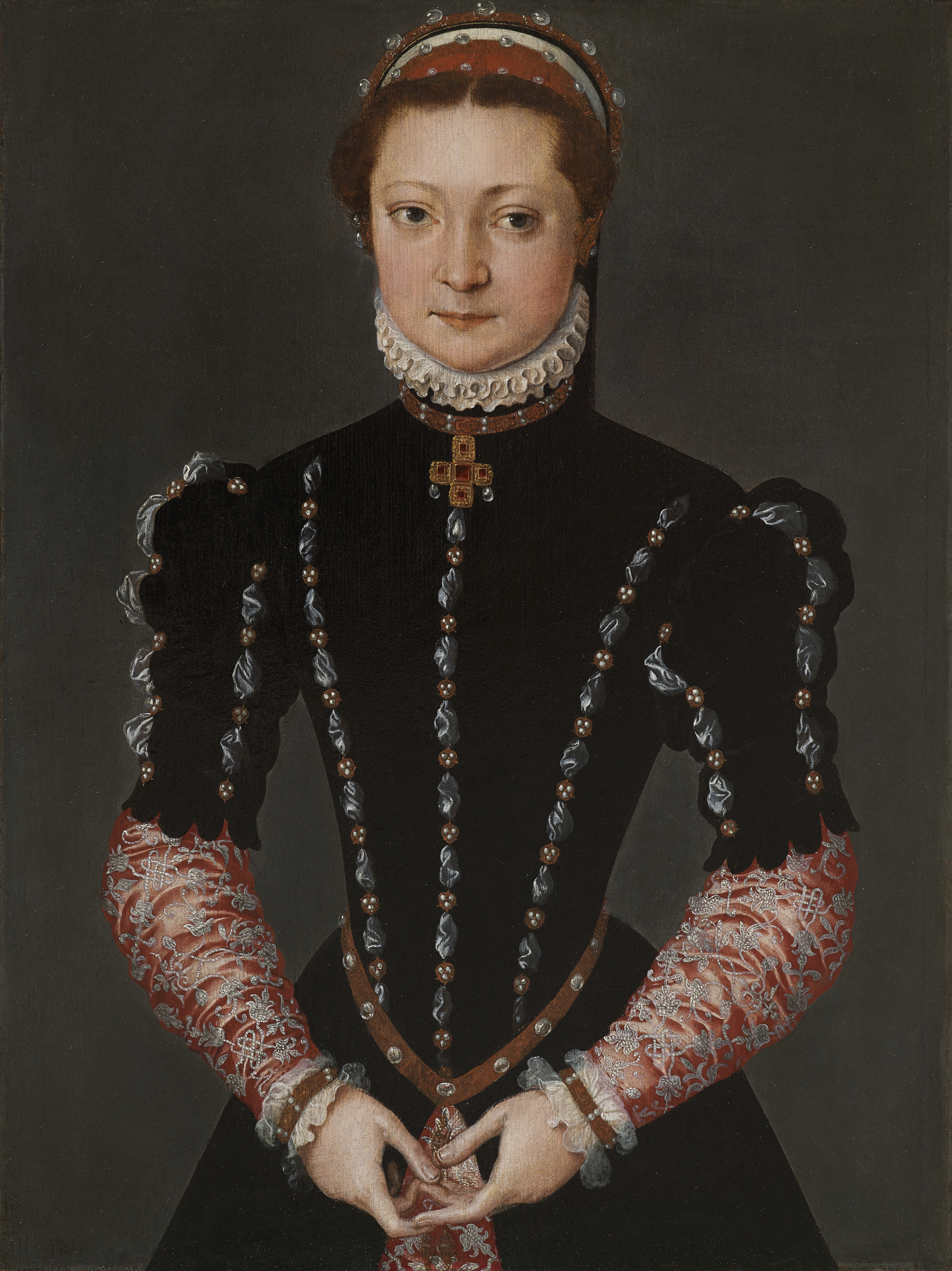
Pieter Pourbus.Portret van een jonge edelvrouw.ondertekend en gedateerd 1554.privécollectie

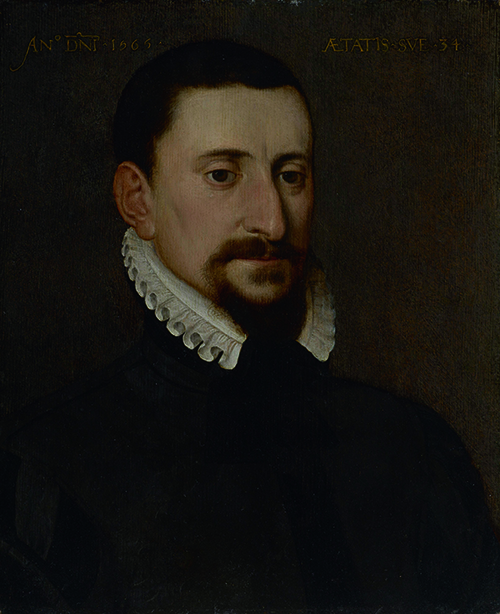
Portret van een man (Dominicus Lampsonius?), 1565, The Phoebus Foundation

- 1551: Portretten van Jan van Eyewerve en Jacquemyne Buuck
- 1554: Portret van een jonge edelvrouw
- 1555: Portret van J. van den Heede
- 1555: Portret van een jonge geestelijke
- 1558: Portretten van Pieter Dominicle en Livina van der Beke
- 1560: Portretten van Christoffel Ghuys en Elisabeth van Male
- 1565: Portret van een zesentwintigjarige vrouw
- 1565: Portret van Jacob Reyvaert (?)
- 1565: Portret van een man (Dominicus Lampsonius?) (The Phoebus Foundation)
- 1565-1570: Portretten van Remigius Ommejaghere en Petronella Heve en kinderen
- 1568: Portretten van Juan Lopez Gallo en zijn zonen
- 1567: Portret van François van der Straten
- 1573: Portretten van Anselmus de Boodt, echtgenote Johanna Voet en kinderen
- 1574: Portret van Christian van der Goes, schout van Delft
- 1575: Portret van lid van de familie Busdin
- 1583: Portret van Jacob van der Gheenste (Koninklijke Musea voor Schone Kunsten)

## Tentoonstellingen
Van 13 oktober 2017 tot 22 januari 2018 organiseerde het Groeningemuseum in Brugge de tentoonstelling Pieter Pourbus en de vergeten meesters. Daarna organiseerde het Museum Gouda van 17 februari 2018 tot 17 juni 2018 de tentoonstelling Pieter Pourbus. Meester-schilder uit Gouda. Ter gelegenheid van deze tentoonstelling verscheen een gelijknamige publicatie. Voor Nederland was dit de eerste maal dat het werk van Pourbus tentoongesteld werd. In 2022-2023 was er een tentoonstelling over het cartografisch werk (Pieter Pourbus, Master of Maps) in het Groeningemuseum in Brugge. Hier werden alle zeven bewaard gebleven kaarten van Pourbus getoond.

## Varia
- In Brugge werd in 1900 de Koeisteertstraat omgedoopt in Pieter Pourbusstraat. In Gouda werd in 1960 de Pieter Pourbusstraat naar hem vernoemd. Ook in Antwerpen en Koksijde is een straat naar de kunstenaar vernoemd.

- Bibliothèque nationale de France: cb12167865b (data)
- Biografisch Portaal: 68359349
- Digitale Bibliotheek voor de Nederlandse Letteren: pour001
- Gemeinsame Normdatei: 122871308
- International Standard Name Identifier: 0000 0000 8013 2193
- KulturNav: 7125f954-a3bf-46c0-8cca-89e294834b4c
- Library of Congress Control Number: n85309947
- Nationale Bibliotheek van Israël: 987007407486705171
- Nederlandse Thesaurus van Auteursnamen: 070335206
- RKD-Nederlands Instituut voor Kunstgeschiedenis: 64551
- Système universitaire de documentation: 030215838
- Union List of Artist Names: 500011430
- Virtual International Authority File: 120993002
- WorldCat: E39PBJhRFw3RCkbHJ7k9jTRkDq